# Mira (film)
Mira è un film del 1971 diretto da Fons Rademakers.

## Trama
Gli abitanti di un tranquillo paese adagiato sulle rive del fiume Schelda vedono interrompere la loro quotidianità dall'arrivo di Maurice, un ingegnere inviato sul posto per progettare la costruzione di un ponte. Questa possibilità disturba la quieta economia degli abitanti e l'arrivo dello straniero instaura in Mira, giovane ragazza promessa a Lander, dei profondi dubbi.

## Riconoscimenti
- Festival di Cannes 1971 - Candidato alla Palma d'oro

Nel 1972 fu proposto dall'Olanda ai premi Oscar per il miglior film straniero, non ottenendo la candidatura.